# 佐分利川
佐分利川（さぶりがわ）は、福井県大飯郡おおい町の川上付近の支流を集め、中央部を東流して、途中、福 谷川 、父子川、大津呂川等の支川を併せ、小浜湾に流入する河川。嶺南二級水系である。

## 地形
飯町川上付近の支流を集め本流域は細長く、佐分利川とその支流により形成された扇状地を挟み、右岸側には標高400～600m、左岸側には200～400mの山地が広がりる。若狭本郷駅周辺の市街地が形成三角州となっている。

## 地質
河川は砂、泥、礫 の堆積層で形成されており、周辺の山地部は、風化されやすい砂岩・粘板岩が主体となっている。

## 災害
- 1953年9月25日 - 台風13号の接近に伴い集中豪雨。佐分利川の本流、支流で氾濫が発生して1896年以来の大水害となった。死傷者が多数出たほか、川沿いの田畑がほとんど全滅に近い被害を受ける[1]。

## 河川公園

### 不動の滝公園
落差１０mの滝、滝脇には不動明王の祠があり、古くから地域の信仰の滝である。
滝周辺は「ふるさと小公園」として整備され、休憩所やトイレなどもある。

### さぶり川公園
平成14年度に再整備を芝生広場、ゲートボール場、体育館やトレーニングジム、鉱泉浴場などの施設がある。さぶり川公園

### きのこの森
きのこの森

## 流域の自治体
大飯郡おおい町

## 道路・施設
- 舞鶴若狭自動車道
- 国道27号 - 河口で横断する国道
- 福井県道・京都府道1号小浜綾部線 - 併行する県道
- 福井県道16号坂本高浜線 - 上流で横断する県道
- 大飯高浜IC
- きのこの森
- あみーシャン大飯
- 大津呂ダム